# Basra International Airport
Basra International Airport (arabiska: مطار البصرة) är en flygplats i Irak.   Den ligger i distriktet Basrah District och provinsen Basra, i den sydöstra delen av landet, 400 km sydost om huvudstaden Bagdad. Basra International Airport ligger 2 meter över havet.
Terrängen runt Basra International Airport är mycket platt. Runt Basra International Airport är det ganska tätbefolkat, med 129 invånare per kvadratkilometer. Närmaste större samhälle är Basra, 12,1 km öster om Basra International Airport. Trakten runt Basra International Airport är ofruktbar med lite eller ingen växtlighet.